# (221908) Агастроф
(221908) Агастроф (др.-греч. Ἀγάστροφος) — типичный троянский астероид Юпитера, движущийся в точке Лагранжа L4, в 60° впереди планеты. Астероид был открыт 21 августа 2008 года астрономом Петером Кохером в обсерватории Неф и назван в честь Агастрофа, одного из героев Троянской войны.

Орбита астероида Агастроф и его положение в Солнечной системе